# Диаграмма Нолана
Диаграмма Нолана — политологическая диаграмма, популяризированная американским либертарианцем Дэвидом Ноланом.
Нолан разработал данную диаграмму, чтобы проиллюстрировать своё утверждение, что либертарианство представляет собой как экономическую, так и личную свободу, что контрастирует с левым «либерализмом», который, по словам Нолана, выступает только за «личные свободы», и правым «консерватизмом», который, по мнению Нолана, выступает только за «экономические свободы».
Он считал, что практически все политические действия человека можно разделить на две основные категории: экономические и личные. Поэтому по каждой из осей отложена степень влияния государства на эти две категории свобод. В зависимости от допускаемой степени как экономической, так и личной (политической и культурной) свободы, на диаграмме различаются несколько областей, относящиеся к традиционным политическим течениям:
- правые (в американской терминологии — консерваторы: сторонники прагматизма, иерархичности, организованности и экономической свободы при наименьшей личной свободе граждан);
- левые (в американской терминологии — либералы: сторонники индивидуализма, равенства и толерантности при наименьшей экономической свободе);
- либертарианцы (сторонники минимального вмешательства государства в жизнь общества — минимальное вмешательство государства как в экономической сфере, так и в правовом аспекте);
- авторитаристы или тоталитаристы (этатисты, коммунитаристы, популисты и т. п.: сторонники жёсткого контроля государства за жизнью общества как в правовом, так и в экономическом аспекте);
- центризм — область в середине, равноудалённая от всех полюсов (на поздних версиях).